# Superjudge
Superjudge ist das zweite Studioalbum der US-amerikanischen Band Monster Magnet und deren Major-Label-Debüt. Es wurde im April 1993 bei A&M Records veröffentlicht. Es ist das erste Album mit dem langjährigen Gitarristen Ed Mundell, der Gründungsmitglied Jon McBain ablöste.

## Stil
Das Album wird als strukturierter beschrieben als der Vorgänger Spine of God. Statt an den Seattle-Sound angelehnte Klänge wurde nun Hard Rock sowie Space Rock ausgemacht, der mit Hawkwind, Blue Cheer oder Chrome verglichen wurde. Nach wie vor wurden aber auch Einflüsse des Psychedelic Rock oder Anleihen von Black Sabbath gesehen. Mit Cage Around the Sun und Black Balloon sind zwei Akustikstücke enthalten.

## Entstehung
Für Superjudge ging die durch den neuen Gitarristen Ed Mundell verstärkte Band mit Toningenieur und Mischer Steve Rosenthal in das Studio The Magic Shop in New York City. Das Album wurde von Dave Wyndorf selbst produziert. Alle Songs, soweit keine Coverversionen, wurden von Wyndorf komponiert. Als Coversongs wurden Willie Dixons Evil und Hawkwinds Brainstorm von deren Album Doremi Fasol Latido von 1972 eingespielt. Es wurden Musikvideos zu Twin Earth und Face Down gedreht.

## Rezeption
Superjudge war trotz passabler bis guter Kritiken kein größerer kommerzieller Erfolg beschieden. Im Magazin Rock Hard hob Marcus Schleutermann besonders das „gewaltige“ Titelstück hervor. Das Album sei anders als der Vorgänger, aber nicht schlechter oder „kommerzieller“. Schleutermann bewertete es mit neun von zehn Punkten. Bei Allmusic vergab Ned Raggett drei von fünf Sternen. Er sah das Hawkwind-Cover Brainstorm als wirklichen „Signalmasten“ der Platte. Textlich solle man das Album aber nicht ernst nehmen, vor allem die Songtitel seien zum Teil „auf eine verrückte Weise lächerlich genug“. Bei Powermetal.de schrieb Eike Schmitz: „Superjudge ist ein echter Wahnsinnstrip in die Welt des psychedelischen Hardrocks. Monster Magnet ließen sich hier richtig hungrig, manisch, fies gehen.“ Schmitz schloss seine Rezension ohne Wertung, aber mit der Empfehlung: „Nehmt keine Drogen. Hört sie euch an!“

## Titelliste
1. Cyclops Revolution – 5:43
2. Twin Earth – 3:55
3. Superjudge – 6:49
4. Cage Around the Sun – 4:55
5. Elephant Bell – 3:59
6. Dinosaur Vacume – 6:02
7. Evil (Is Going On) (Dixon) – 3:14
8. Stadium – 3:41
9. Face Down – 4:11
10. Brainstorm (Turner) – 8:04
11. Black Balloon – 3:05

All Songs wurden von Dave Wyndorf geschrieben, außer wo anders angegeben. Es gibt auch eine US-Importversion mit Live-Bonusstücken:

### Bonusstücke (Import-Version)
1. Nod Scene (Live) – 6:26
2. Snake Dance (Live) – 3:33
3. Medicine (Live) – 4:24